# Фолхайд
Фолхайд (Folchaid, * ок. 647, † 665) е херцогиня на Бавария, съпруга на херцог Теодо II († 15 октомври 717) от род Агилолфинги. Тя произлиза вероятно от околността на Вормс, дъщеря на Тевтакар и Фрайхайда. Сестра е на Ута, която става монахиня.

## Деца
С Теодо II Фолхайд има няколко деца:
- Теудеберт
- Теобалд
- Гримоалд
- Тасило.
- Вилигарда, съпруга на Готфрид, майка на Одило и Хуохинг